# Françoise-Sibylle de Saxe-Lauenbourg

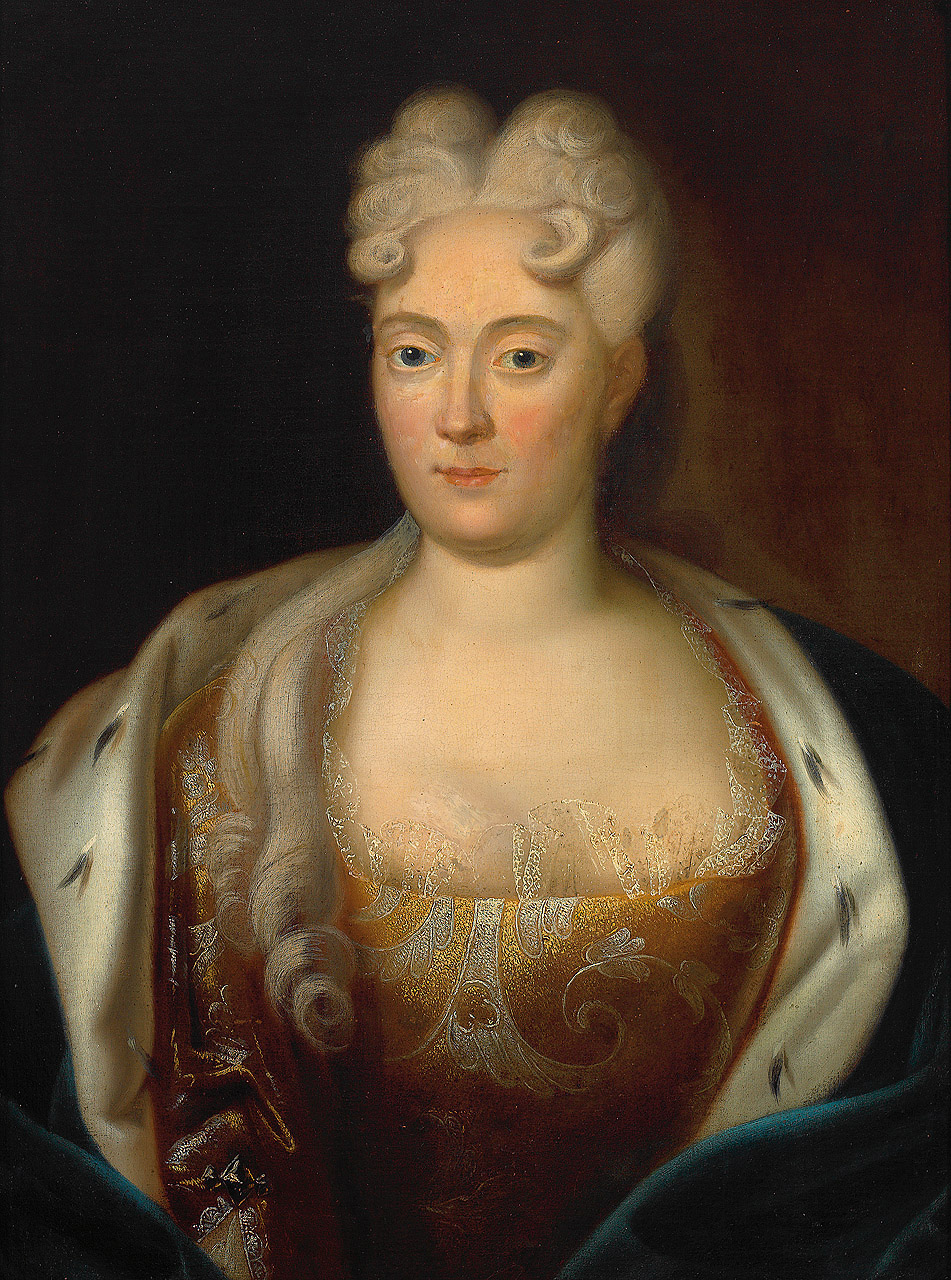
Sybille Augusta en sa jeunesse

Françoise Sibylle Auguste de Saxe-Lauenbourg (en allemand  Franziska Sibylla Augusta von Sachsen-Lauenburg) née le 21 janvier 1675 à Ratzeburg (Saxe-Lauenbourg), morte à l'âge de 58 ans le 10 juillet 1733 à Ettlingen (Bade-Bade). Veuve, elle fut régente pour son fils et administra le Margraviat pendant vingt ans.

## Biographie

### La vie de famille
Sibylle-Augusta est la fille cadette du duc Jules-François de Saxe-Lauenbourg et d'Hedwige de Palatinat-Soulzbach. 
Elle est élevée avec sa sœur aînée en Bohême où son père possède de grands domaines.
Sa sœur aînée Anne-Marie-Françoise épouse en 1688 Philippe-Guillaume-Auguste de Palatinat-Neubourg (un des beaux-frères de l'empereur Léopold Ier) dont le seul enfant survivant est Marie-Anne-Caroline de Palatinat-Neubourg, puis veuve en 1691, elle se remarie en 1697 à Jean-Gaston de Médicis, grand-duc de Toscane. Ce second mariage reste stérile. 
Le duc Jules-François, n'ayant pas de fils, avait placé ses filles sous la protection de l'empereur Léopold Ier. À sa mort en 1689, le duché de Saxe-Lauenbourg fut mis sous séquestre puis passa à la maison de Hanovre. Sibylle-Augusta fut recueillie par une de ses tantes à Reichstadt.
Quelques mois plus tard, à peine âgée de quinze ans, elle épouse le 27 mars 1690, le margrave Louis-Guillaume de Bade-Bade, surnommé « Louis le Turc » en référence à ses campagnes victorieuses contre les Turcs. De 20 ans son aîné, le margrave est, avec le duc Charles V de Lorraine l'un des meilleurs généraux de l'empereur, qui le fera chevalier de l'ordre de la Toison d'or l'année suivant son mariage.  
Le couple aura neuf enfants : 
- Léopold-Guillaume (né à Guntzbourg le 28 novembre 1694 et y décède en mai 1695)[1], prince héritier de Bade-Bade.
- Charlotte (née à Guntzbourg le 7 août 1696 et y décède le 16 janvier 1700)[réf. nécessaire].
- Charles-Joseph (né à Augsbourg le 30 septembre 1697 et décédé à Schlackenwerth le 9 mars 1701[2]), prince héritier de Bade-Bade.
- Wilhelmine (née à Schlackenwerth le 16 août 1699[3] et y est décédée le 2 juin 1700[4]).
- Louise (née à Nuremberg le 9 mai 1701[2] et décédée le 23 septembre 1701 ou 1707[2]).
- Louis-Georges (né à Baden-Baden le 7 juin 1702 et décédé à Rastatt le 22 octobre 1761), margrave de Bade-Bade de 1707 à 1761.
- Guillaume-Georges (né à Aschaffenbourg le 5 septembre 1703 et décédé à Baden-Baden le 16 février 1709)[5].
- Auguste de Bade-Bade (née à Aschaffenbourg le 11 novembre 1704[6] et décédée à Paris le 8 août 1726), épousa (par procuration à Rastatt le 18 juin, puis en personne) à Châlons-sur-Marne le 13 juillet 1724, le duc d'Orléans Louis d'Orléans (1703-1752).
- Auguste-Georges (né à Rastatt le 14 janvier 1706 et y décédé le 21 octobre 1771, dernier margrave de Bade-Bade de 1761 à 1771.

Le service de l'empereur ne permet pas au margrave d'être présent dans ses états. L'empire est sans cesse attaqué par l'empire ottoman et la France. Après avoir victorieusement combattu les premiers, le margrave mourra le 4 janvier 1707 des suites de ses blessures reçues pendant la guerre de Succession d'Espagne. Il laisse trois enfants en bas âge.
Sibylle-Augusta se voit confier la régence des États. Elle administrera avec sagesse sa principauté s'appuyant entre autres sur les conseils du duc Léopold Ier de Lorraine, fils aîné de Charles V qui a recouvré ses États en 1697.  
Très populaire, elle est plainte par ses sujets pour avoir perdu très tôt quatre enfants en bas âge. Pour cette raison, ses sujets lui donneront le surnom affectif de « malchanceuse Sibylle ».

### La vie politique

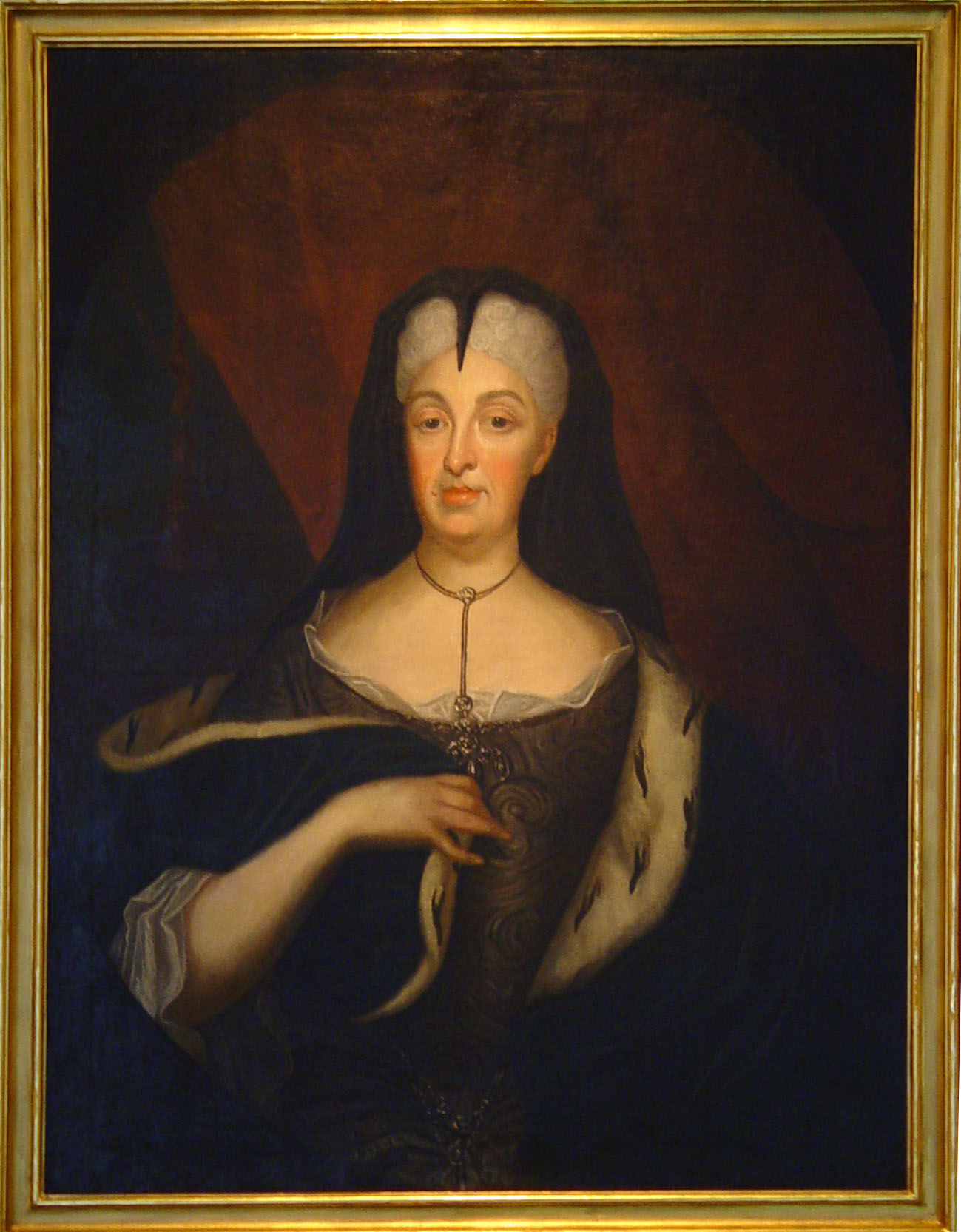
Sibylle-Augusta, régente de Bade

En revanche, sur le plan politique, le bilan est plutôt positif voire brillant. Le margraviat de Bade-Bade est en effet un des innombrables et anonymes micro-États de l'Empire germanique. L'habileté de Sibylle-Augusta donnera au margraviat une dimension européenne.
S'appuyant sur les conseils avisés du duc Léopold Ier de Lorraine pour gouverner ses États, dès 1707, Sibylle-Augusta effectue le partage du comté de Sponheim avec l'électeur palatin Jean-Guillaume de Neubourg-Wittelsbach. Jusqu'alors le comté était une propriété commune des deux principautés ce qui générait parfois des frictions entre les deux états. Par ce partage, Sibylle-Augusta et Jean-Guillaume, frère de l'impératrice douairière, donnent aux habitants du comté un gage de paix et de prospérité.
Cependant l'Europe subit toujours les méfaits de la guerre de Succession d'Espagne et la même année, Sibylle-Augusta et ses enfants, chassés par les troupes Françaises, trouvent refuge au château d'Ettlingen.  
L'année suivante, Sibylle-Augusta achète le comté d'Eberstein à ses cousins de la branche protestante de Bade-Durlach, puis en 1714 le comté de Rodemack, en terre luxembourgeoise mais soumis à la France. 
Son plus grand succès diplomatique reste d'avoir réuni en 1714 les plénipotentiaires français et impériaux dans sa ville de Rastatt où fut signé le traité de Rastatt qui mit fin à la sanglante et ruineuse guerre de Succession d'Espagne. 
La margravine fit aussi bâtir ou rebâtir le château d'Ettlingen, le château de Rastatt et le château de la Favorite à Rastatt, ainsi que le pavillon de chasse du Fremersberg.
En 1721, elle marie son fils aîné, le margrave Louis-Georges de Bade-Bade à Marie-Anne de Schwarzenberg. En 1724, elle marie brillamment sa fille à Louis d'Orléans, fils du Régent et Premier prince du sang; mais après avoir donné un fils à son mari la jeune princesse mourra de ses secondes couches à l'âge de 22 ans. Le troisième fils de Sibylle-Augusta sera consacré à l’Église.
En 1727, le margrave Louis-Georges est déclaré majeur et Sibylle-Augusta lui remet les rênes du pouvoir. 
Elle perd son ami, soutien et conseiller le duc de Lorraine en 1729 et s'éteint quatre ans plus tard à l'âge de 58 ans.

## Sources
- Michel Huberty, Alain Giraud, F. Magdelaine et B. Magdelaine, L'Allemagne dynastique : les quinze familles qui ont fait l'empire, t. VI : Bade-Mecklembourg. Familles alliées C-G, Le Perreux-sur-Marne, chez Alain Giraud, 1991, 530 p. (ISBN 2-901138-06-3)